# 中国人民救济总会
中国人民救济总会，简称“救总”，1950年4月29日在北京由中国解放区救济总会改组而成。中央人民政府副主席宋庆龄为救总主席，政务院副总理兼中央政治法律委员会主任董必武、中央人民政府内务部部长谢觉哉、中国红十字会会长兼中央人民政府卫生部部长李德全、基督教爱国领袖吴耀宗为副主席，伍云甫任秘书长兼党组书记,开展当时最为紧急的灾荒救济和失业救济。

## 历史
1945年7月13日，在延安召开的中国解放区人民代表会议筹备会通过了关于成立中国解放区临时救济委员会（简称“解救”）的决议，会议选举董必武、周恩来等15位代表为救济委员会委员，推选董必武为主任。7月27日在延安杨家岭“解救”宣告正式成立。负责对“解放区”军民在抗战中生命财产的损失、破坏以及所需援助等情况进行调查统计，并协助各“解放区”政府对受灾人民开展救济工作。1946年8月13日中国解放区临时救济委员会改名为中国解放区救济总会(简称“解总”)，设在上海市福州路“行总”总部，主席董必武，秘书长伍云甫（兼任“解总”上海办事处处长）。
1947年10月10日，“解总”工作人员朱友学从上海护送最后一批救济物资前往烟台“解放区”。1947年12月，军警宪特闯入“解总”上海办事处宿舍大搜查。“解总”上海办事处人员乘美机返回“解放区”。
中国解放区救济总会1950年4月29日在北京改组为中国人民救济总会，简称“救总”。1956年7月起救总同中国红十字会合署办公。